# Den bengalske hungersnød i 1943
Den Bengalske hungersnød i 1943 er den næstdødeligste hungersnød, der har fundet sted under koloniseringen af det indiske subkontinent af det Britiske Imperium. Det anslås, at mellem to til fire millioner mennesker døde af sult i 1943.
Det Britiske Imperium finansierede sin krigsindsats (mod Japan) delvis med inflation, mens det omdirigerer sine udgifter til militære varer. Selvom Bengalen havde ris og korn nok til at brødføde befolkningen, var millioner af mennesker for fattige til at købe den nødvendige føde .